# All Lives Matter

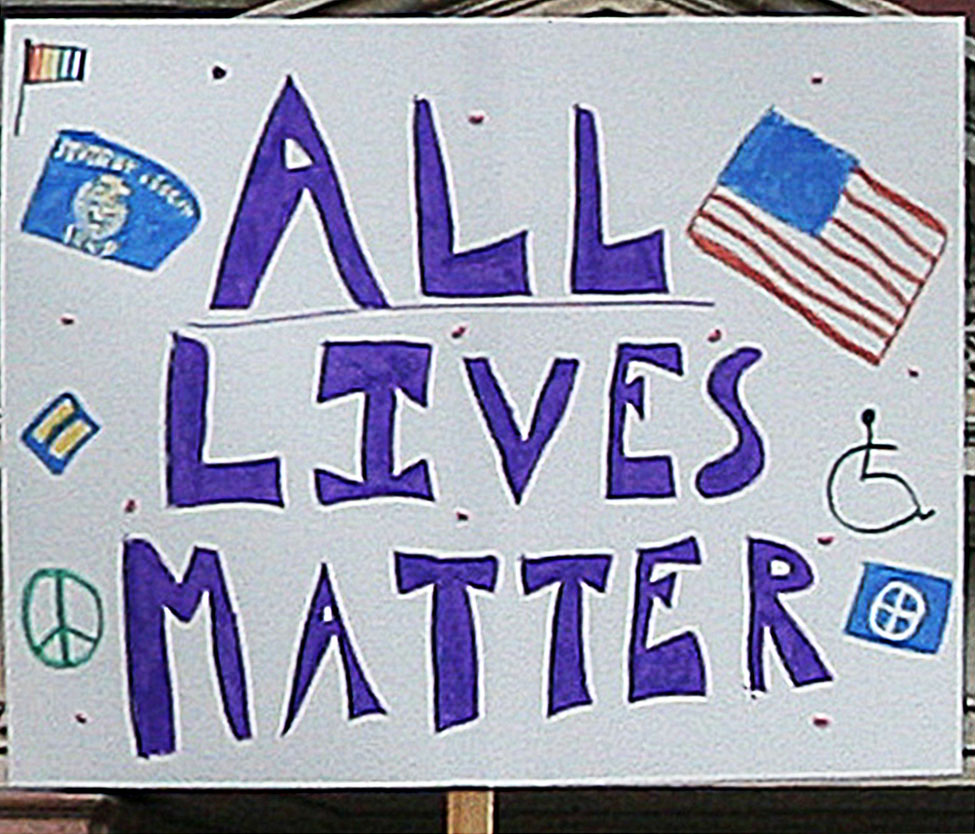
Cartel de «All Lives Matter» en una manifestación en Portland (Oregón), el 4 de junio de 2017

All Lives Matter (también conocido como #AllLivesMatter; en español «Todas las vidas importan») es un eslogan que se ha asociado con la crítica al movimiento Black Lives Matter.

## Seguidores
Varias personas notables han apoyado a All Lives Matter. El Senador Republicano de los Estados Unidos Tim Scott ha utilizado el término para pedir unidad e igualdad raciales. En 2016, el jugador estadounidense de fútbol americano Richard Sherman apoyó a All Lives Matter, diciendo «mantengo lo que dije que Todas las Vidas Importan y que  somos seres humanos». Él quería que los afroestadounidenses sean «tratados como seres humanos» y no quiso que agentes de policía sean asesinados. En junio de 2015, la candidata Democrática a la presidencia Hillary Clinton enfrentó reacciones violentas después de utilizar la frase «All Lives Matter» en una iglesia Afroestadounidense en Misuri durante su campaña presidencial. Martin O 'Malley, otro candidato Democrático a la presidencia en 2016, fue abucheado cuándo dijo: «Las vidas de los blancos importan. Todas las vidas importan».
El rapero estadounidense XXXTentacion fue criticado cuando apoyó el movimiento en el video musical de su exitosa canción «Look at Me!». El video lo mostraba a él (a un varón negro) colgando a un niño blanco. Después de las críticas, dijo que el objetivo era mostrar que «no puedes justificar el hecho de que yo asesiné a un niño. Estoy tratando de demostrar que el asesinato es un asesinato», de manera similar a su canción «Riot», que criticaba a muchos manifestantes asociados con el movimiento Black Lives Matter.
El secretario de Vivienda y Desarrollo Urbano de los Estados Unidos, Ben Carson, es un defensor de All Lives Matter, como el senador Rand Paul, quien ha reclamado que Black Lives Matter «se centró en los objetivos equivocados». Paul declaró que «pienso que tal vez deberían cambiar su nombre, si fueran All Lives Matter o Innocent Lives Matter». En 2016, el candidato a la presidencia, y presidente subsiguiente, Donald Trump afirmó que «Black Lives Matter» es un término divisivo y racista.
En una actuación durante el Juego de estrellas de las Grandes Ligas de Béisbol 2016, Remigio Pereira, un miembro de The Tenors, mostró un cartel de «All Lives Matter» y alteró algunos versos del himno O Canadá.
Activistas de Black Lives Matter y All Lives Matter hicieron noticia cuándo se abrazaron durante un «enfrentamiento» en Dallas, Texas. «Somos todos hermanos y hermanas», uno de los manifestantes puede ser oído diciendo en CNN «Así es como se derriba un muro».
El 2 de octubre de 2016, un seguidor de un juego de la NFL de Chicago Bears corrió al campo durante un tiempo de espera televisivo durante el 4º cuarto vestido con un disfraz de gorila, con una camiseta que decía «All Lives Matter» en el frente.

## Crítica

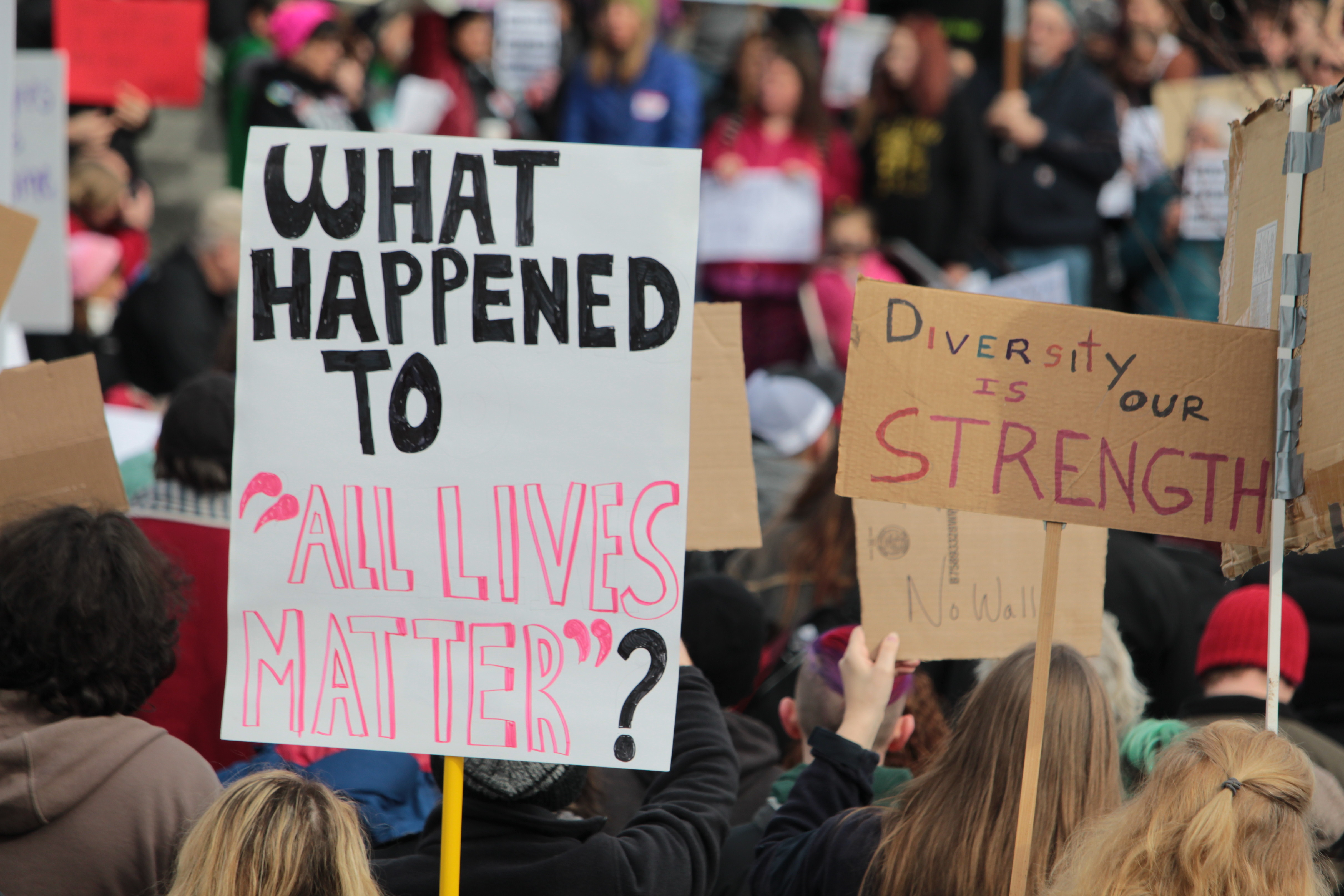
"Qué pasó con 'All Lives Matter'?", un cartel en una protesta en contra Donald Trump

Según el profesor de teoría crítica de la raza, David Theo Goldberg, All Lives Matter refleja una visión de «rechazo, ignorancia y negación racial». El Filósofo Chris Lebron describe a All Lives Matter como «una réplica falsa» que entiende mal el problema levantado por los propósitos de Black Lives Matter. En Real Time with Bill Maher, Bill Maher expresó su apoyo al uso de la frase Black Lives Matter, afirmando que «All Lives Matter implica que todas las vidas corren el mismo riesgo, y no es así».
Los fundadores del movimiento de Black Lives Matter han respondido a la crítica de la exclusividad del movimiento, diciendo que «#BlackLivesMatter no significa vuestra vida no es importante, significa que las vidas negras, las cuales son vistas sin valor dentro de la supremacía blanca, son importantes para vuestra liberación». Alicia Garza, cofundadora del Movimiento Black Lives Matter, sostiene que la retórica de «todas las vidas importan» tiene efectos negativos para la justicia racial: «Cuando implementamos 'All Lives Matter' para corregir una intervención creada específicamente para abordar la lucha contra la negritud, perdemos las formas en las que el aparato estatal ha construido un programa de genocidio y represión principalmente a espaldas de los negros, comenzando con el robo de millones de personas a cambio de mano de obra gratuita, y luego lo adaptó para controlar, asesinar y obtener ganancias de otras comunidades de color y comunidades de inmigrantes. Cuando eliminas 'Black' de la ecuación de las vidas que importan, y luego no reconoces que vino de alguna parte, promueves un legado de borrar vidas negras y contribuciones negras de nuestro legado de movimiento». En una entrevista de vídeo con Laura Flanders, Garza dijo que «cambiar Black Lives Matter a All Lives Matter es una desmostración de cómo no entendemos realmente el racismo estructural en este país».
El entonces presidente Barack Obama habló sobre el debate entre Black Lives Matter y All Lives Matter. Obama dijo: «Creo que la razón por la que los organizadores usaron la frase Black Lives Matter no fue porque estaban sugiriendo que la vida de nadie más importa ... más bien lo que estaban sugiriendo es que hay un problema específico que está sucediendo en la comunidad afroestadounidense que no está sucediendo en otras comunidades». También dijo que «ese es un tema legítimo que tenemos que abordar».
En julio de 2016, USA Today concluyó a partir de los pensamientos de la profesora de sociología de la Universidad de Columbia, Carla Shedd, que la frase «'All Lives Matter' en realidad puede interpretarse como racista». También citó al profesor Joe Feagin, quien dijo que los blancos usan la frase «All Lives Matter» para ignorar el movimiento Black Lives Matter, que describió como «ya sobre libertad y justicia para todos». USA Today informó que algunas celebridades que habían tuiteado usando el hashtag #AllLivesMatter, incluidas Jennifer Lopez y Fetty Wap, habían eliminado los tuits y se disculparon. Wap declaró que no entendía completamente el hashtag. También mencionó al dibujante Kris Straub, quien tuiteó una caricatura titulada «Todas las casas importan», que muestra un incendio en una casa, para ilustrar lo que él vio como el problema con el término.
En julio de 2020, Cisco Systems  despidió a «un puñado» de empleados por los comentarios realizados durante una reunión obligatoria de la empresa en la que Darren Walker y Bryan Stevenson hablaron sobre diversidad. Algunos de los comentarios defendían la frase «All Lives Matter».
El 11 de septiembre de 2020, la frase «All Buildings Matter» se hizo tendencia en Twitter. La frase fue popularizada por el comediante Michael Che como una parodia a «All Lives Matter», en referencia a los Atentados del 11 de septiembre de 2001.

### Incidente delgraffitide Facebook
El 24 de febrero de 2016, Mark Zuckerberg, CEO de Facebook, envió a los empleados un memorando interno para toda la empresa, reprendiendo formalmente a los empleados que habían tachado frases escritas a mano de «Black Lives Matter» en las paredes de compañía y habían escrito «All Lives Matter» en su lugar. Facebook deja a sus empleados escribir libremente pensamientos y frases en las paredes de la empresa. Luego, el memorando fue filtrado por varios empleados. Como Zuckerberg había condenado previamente esta práctica en reuniones anteriores de la empresa, y otros líderes de Facebook habían emitido otras solicitudes similares, Zuckerberg escribió en el memorando que ahora consideraría que esta práctica de sobrescritura no solo es irrespetuosa, sino «también maliciosa». Según el memorando de Zuckerberg, «'Black Lives Matter' no significa que las otras vidas no importen, es simplemente pedir que la comunidad negra también logre la justicia que se merece». El memorando también decía que el acto de tachar algo en sí mismo «significa silenciar el discurso, o que el discurso de una persona es más importante que el de otro».